# Danh sách giải thưởng và đề cử của Itzy
Dưới đây là danh sách giải thưởng và đề cử của Itzy, một nhóm nhạc nữ Hàn Quốc được JYP Entertainment thành lập vào năm 2019.

## Giải thưởng
| Năm  | Giải thưởng                  | Hạng mục                                    | Đề cử            | Kết quả   |
| ---- | ---------------------------- | ------------------------------------------- | ---------------- | --------- |
| 2019 | Asia Artist Awards           | Rookie of the Year                          | Itzy             | Đoạt giải |
| 2019 | Asia Artist Awards           | Popularity Award – Singer                   | Itzy             | Đề cử     |
| 2019 | Asia Artist Awards           | StarNews Popularity Award – Female Group    | Itzy             | Đề cử     |
| 2019 | Brand of the Year Awards     | Female Rookie Idol of the Year              | Itzy             | Đoạt giải |
| 2019 | Dong-A.com's Pick            | Idol Expected to Grow Well                  | Itzy             | Đoạt giải |
| 2019 | Gaon Chart Music Awards      | New Artist of the Year – Digital            | Itzy             | Đoạt giải |
| 2019 | Gaon Chart Music Awards      | New Artist of the Year – Album              | Itzy             | Đề cử     |
| 2019 | Gaon Chart Music Awards      | Song of the Year – February                 | "Dalla Dalla"    | Đề cử     |
| 2019 | Gaon Chart Music Awards      | Song of the Year – July                     | "Icy"            | Đề cử     |
| 2019 | Genie Music Awards           | World K-Pop Rookie                          | Itzy             | Đề cử     |
| 2019 | Genie Music Awards           | The Female New Artist                       | Itzy             | Đoạt giải |
| 2019 | Genie Music Awards           | Genie Music Popularity Award                | Itzy             | Đề cử     |
| 2019 | Genie Music Awards           | Global Popularity Award                     | Itzy             | Đề cử     |
| 2019 | Korea First Brand Awards     | New Female Artist                           | Itzy             | Đoạt giải |
| 2019 | Melon Music Awards           | Top 10 Artists                              | Itzy             | Đề cử     |
| 2019 | Melon Music Awards           | Best New Artist – Female                    | Itzy             | Đoạt giải |
| 2019 | Melon Music Awards           | Best Song Award                             | "Dalla Dalla"    | Đề cử     |
| 2019 | Melon Music Awards           | Best Dance – Female                         | "Dalla Dalla"    | Đề cử     |
| 2019 | Mnet Asian Music Awards      | Artist of the Year                          | Itzy             | Đề cử     |
| 2019 | Mnet Asian Music Awards      | Best New Female Artist                      | Itzy             | Đoạt giải |
| 2019 | Mnet Asian Music Awards      | Worldwide Fans' Choice Top 10               | Itzy             | Đề cử     |
| 2019 | Mnet Asian Music Awards      | 2019 Favorite Female Artist                 | Itzy             | Đề cử     |
| 2019 | MTV Europe Music Awards      | New Female Artist                           | Itzy             | Đề cử     |
| 2019 | Soribada Best K-Music Awards | The favorite female artist award            | Itzy             | Đề cử     |
| 2019 | Soribada Best K-Music Awards | The rookie award                            | Itzy             | Đoạt giải |
| 2019 | The Fact Music Awards        | Next leader                                 | Itzy             | Đoạt giải |
| 2019 | V Live Awards                | The Most Loved Artist                       | Itzy             | Đề cử     |
| 2019 | V Live Awards                | Global Rookie Top 5                         | Itzy             | Đoạt giải |
| 2020 | Asia Artist Awards           | Hot Issue Award                             | Itzy             | Đoạt giải |
| 2020 | Asia Artist Awards           | Choice Award                                | Itzy             | Đoạt giải |
| 2020 | Asian Pop Music Awards       | Best Female Group (Overseas)                | "It'z Me"        | Đề cử     |
| 2020 | Asian Pop Music Awards       | Best Group (Overseas)                       | It'z Me          | Đề cử     |
| 2020 | Asian Pop Music Awards       | Best Lyricist (Overseas)                    | "Not Shy"        | Đề cử     |
| 2020 | BreakTudo Awards             | K-pop Female Group                          | Itzy             | Đề cử     |
| 2020 | The Fact Music Awards        | Best Performer                              | Itzy             | Đoạt giải |
| 2020 | Gaon Chart Music Awards      | Song of the Year – March                    | "Wannabe"        | Đề cử     |
| 2020 | Gaon Chart Music Awards      | Song of the Year – August                   | "Not Shy"        | Đề cử     |
| 2020 | Gaon Chart Music Awards      | MuBeat Female Global Choice                 | Itzy             | Đề cử     |
| 2020 | Gaon Chart Music Awards      | World K-Pop Rookie                          | Itzy             | Đoạt giải |
| 2020 | Golden Disc Awards           | Digital Daesang                             | "Dalla Dalla"    | Đề cử     |
| 2020 | Golden Disc Awards           | Digital Bonsang                             | "Dalla Dalla"    | Đoạt giải |
| 2020 | Golden Disc Awards           | Rookie of the Year Award                    | Itzy             | Đoạt giải |
| 2020 | Golden Disc Awards           | Popularity Award                            | Itzy             | Đề cử     |
| 2020 | Golden Disc Awards           | NetEase Music Fans' Choice K-pop Star Award | Itzy             | Đề cử     |
| 2020 | Korean Music Awards          | Best Pop Song                               | "Dalla Dalla"    | Đề cử     |
| 2020 | Korean Music Awards          | Rookie of the Year                          | Itzy             | Đề cử     |
| 2020 | Mnet Asian Music Awards      | Worldwide Icon of the Year                  | Itzy             | Đề cử     |
| 2020 | Mnet Asian Music Awards      | Best Dance Performance – Female Group       | "Wannabe"        | Đề cử     |
| 2020 | Mnet Asian Music Awards      | Song of the Year                            | "Wannabe"        | Đề cử     |
| 2020 | Seoul Music Awards           | New Artist Award                            | Itzy             | Đoạt giải |
| 2020 | Seoul Music Awards           | Popularity Award                            | Itzy             | Đề cử     |
| 2020 | Seoul Music Awards           | Hallyu Special Award                        | Itzy             | Đề cử     |
| 2020 | Seoul Music Awards           | QQ Music Most Popular K-Pop Artist Award    | Itzy             | Đề cử     |
| 2020 | Soribada Best K-Music Awards | New K-Wave Artist Award                     | Itzy             | Đoạt giải |
| 2021 | The Fact Music Awards        | Artist of the Year (Bonsang)                | Itzy             | Đoạt giải |
| 2021 | The Fact Music Awards        | Fan N Star Choice Artist                    | Itzy             | Đề cử     |
| 2021 | Brand Customer Loyalty Award | Best Female Idol Group                      | Itzy             | Đề cử     |
| 2021 | Golden Disc Awards           | Digital Bonsang                             | "Wannabe"        | Đoạt giải |
| 2021 | Golden Disc Awards           | Album Bonsang                               | "Not Shy"        | Đề cử     |
| 2021 | Golden Disc Awards           | QQ Music Popularity Award                   | Itzy             | Đề cử     |
| 2021 | Golden Disc Awards           | Curaprox Popularity Award                   | Itzy             | Đề cử     |
| 2021 | Joox Indonesia Music Awards  | Korean Artist of the Year                   | Itzy             | Đề cử     |
| 2021 | BreakTudo Awards             | K-pop Female Group                          | Itzy             | Đề cử     |
| 2021 | Seoul Music Awards           | Legend Rookie                               | Itzy             | Đề cử     |
| 2021 | Seoul Music Awards           | Bonsang Award                               | Itzy             | Đề cử     |
| 2021 | Seoul Music Awards           | Popularity Award                            | Itzy             | Đề cử     |
| 2021 | Seoul Music Awards           | K-Wave Popularity Award                     | Itzy             | Đề cử     |
| 2021 | Seoul Music Awards           | Discovery of the Year                       | Itzy             | Đoạt giải |
| 2021 | Mnet Asian Music Awards      | Best Dance Performance – Female Group       | "In the Morning" | Đề cử     |
| 2021 | Mnet Asian Music Awards      | Song of the Year                            | "In the Morning" | Đề cử     |
| 2021 | Mnet Asian Music Awards      | Album of the Year                           | Crazy In Love    | Đề cử     |
| 2021 | Mnet Asian Music Awards      | Best Female Group                           | Itzy             | Đề cử     |
| 2021 | Mnet Asian Music Awards      | Artist of the Year                          | Itzy             | Đề cử     |
| 2021 | Mnet Asian Music Awards      | Worldwide Fan's Choice Top 10               | Itzy             | Đề cử     |
| 2021 | Asia Artist Awards           | Popularity Award – Idol Group (Female)      | Itzy             | Đề cử     |
| 2021 | Asia Artist Awards           | Best Musician Award – Idol Group (Female)   | Itzy             | Đoạt giải |
| 2021 | Asian Pop Music Awards       | Best Album of the Year (Overseas)           | Crazy in Love    | Đề cử     |
| 2021 | Asian Pop Music Awards       | Best Group (Overseas)                       | Crazy in Love    | Đề cử     |
| 2021 | Asian Pop Music Awards       | Song of the Year (Overseas)                 | "In the Morning" | Đề cử     |
| 2021 | Asian Pop Music Awards       | Top 20 Albums of the Year                   | Crazy in Love    | Đoạt giải |
| 2021 | Asian Pop Music Awards       | Top 20 Songs of the Year                    | "Loco"           | Đoạt giải |
| 2021 | Asian Pop Music Awards       | Top 20 Songs of the Year                    | "In the Morning" | Đoạt giải |
| 2022 | Golden Disc Awards           | Album Bonsang                               | "Loco"           |           |
| 2022 | Golden Disc Awards           | Digital Song Bonsang                        | "In the Morning" |           |
| 2022 | Golden Disc Awards           | Seezn Most Popular Artist Award             | Itzy             |           |
| 2022 | Gaon Chart Music Awards      | Mubeat Global Choice Award – Female         | Itzy             |           |
| 2022 | Gaon Chart Music Awards      | Song of the Year – April                    | "In the Morning" |           |
| 2022 | Gaon Chart Music Awards      | Song of the Year – September                | "Loco"           |           |
| 2022 | Seoul Music Awards           | Bonsang Award                               | Crazy in Love    |           |
| 2022 | Seoul Music Awards           | Popularity Award                            | Itzy             |           |
| 2022 | Seoul Music Awards           | K-Wave Popularity Award                     | Itzy             |           |

## Chương trình âm nhạc

### Show Champion
| Năm  | Ngày       | Bài hát                |
| ---- | ---------- | ---------------------- |
| 2019 | 7 tháng 8  | "ICY"                  |
| 2019 | 14 tháng 8 | "ICY"                  |
| 2019 | 21 tháng 8 | "ICY"                  |
| 2020 | 25 tháng 3 | "WANNABE"              |
| 2020 | 1 tháng 4  | "WANNABE"              |
| 2020 | 26 tháng 8 | "Not Shy"              |
| 2021 | 12 tháng 5 | "Mafia In The Morning" |

### M Countdown
| Năm  | Ngày        | Bài hát                | Điểm |
| ---- | ----------- | ---------------------- | ---- |
| 2019 | 21 tháng 2  | "DALLA DALLA"          | 8527 |
| 2019 | 7 tháng 3   | "DALLA DALLA"          | 6800 |
| 2019 | 8 tháng 8   | "ICY"                  | 8087 |
| 2019 | 22 tháng 8  | "ICY"                  | 7356 |
| 2020 | 19 tháng 3  | "WANNABE"              | —    |
| 2020 | 26 tháng 3  | "WANNABE"              | 7902 |
| 2020 | 2 tháng 4   | "WANNABE"              | —    |
| 2020 | 3 tháng 9   | "Not Shy"              | 6838 |
| 2020 | 10 tháng 9  | "Not Shy"              | 6866 |
| 2020 | 17 tháng 9  | "Not Shy"              | 7443 |
| 2021 | 6 tháng 5   | "Mafia In The Morning" | 6120 |
| 2021 | 13 tháng 5  | "Mafia In The Morning" | 8527 |
| 2021 | 14 tháng 10 | "LOCO"                 | 6215 |
| 2022 | 11 tháng 8  | "SNEAKERS"             | 7944 |

### Music Bank
| Năm  | Ngày       | Bài hát                | Điểm  |
| ---- | ---------- | ---------------------- | ----- |
| 2019 | 8 tháng 3  | "DALLA DALLA"          | 5104  |
| 2019 | 15 tháng 3 | "DALLA DALLA"          | 4405  |
| 2019 | 16 tháng 8 | "ICY"                  | 4440  |
| 2019 | 23 tháng 8 | "ICY"                  | 4094  |
| 2020 | 28 tháng 8 | "Not Shy"              | 6843  |
| 2021 | 14 tháng 5 | "Mafia In The Morning" | 6156  |
| 2021 | 8 tháng 10 | "LOCO"                 | 6033  |
| 2022 | 22 tháng 7 | "SNEAKERS"             | 10427 |
| 2022 | 9 tháng 12 | "Cheshire"             | 8462  |
| 2023 | 12 tháng 8 | "CAKE"                 | 10866 |
| 2024 | 19 tháng 1 | "UNTOUCHABLE"          | 10679 |

### Show! Music Core
| Năm  | Ngày       | Bài hát       | Điểm |
| ---- | ---------- | ------------- | ---- |
| 2019 | 23 tháng 2 | "DALLA DALLA" | 7164 |
| 2019 | 9 tháng 3  | "DALLA DALLA" | 6261 |
| 2019 | 10 tháng 8 | "ICY"         | 7412 |
| 2019 | 17 tháng 8 | "ICY"         | 6309 |
| 2019 | 24 tháng 8 | "ICY"         | 7175 |

### Inkigayo
| Năm  | Ngày        | Bài hát                | Điểm  |
| ---- | ----------- | ---------------------- | ----- |
| 2019 | 24 tháng 2  | "DALLA DALLA"          | 7749  |
| 2019 | 3 tháng 3   | "DALLA DALLA"          | 6955  |
| 2019 | 10 tháng 3  | "DALLA DALLA"          | 6694  |
| 2019 | 11 tháng 8  | "ICY"                  | 8317  |
| 2019 | 25 tháng 8  | "ICY"                  | 5905  |
| 2020 | 22 tháng 3  | "WANNABE"              | 10108 |
| 2020 | 29 tháng 3  | "WANNABE"              | 9315  |
| 2020 | 5 tháng 4   | "WANNABE"              | 7752  |
| 2021 | 16 tháng 5  | "Mafia In The Morning" | 7391  |
| 2021 | 10 tháng 10 | "LOCO"                 | 6379  |
| 2022 | 14 tháng 8  | "SNEAKERS"             | 7353  |